# Rosyjski Państwowy Uniwersytet Nafty i Gazu im. I.M. Gubkina
Rosyjski Państwowy Uniwersytet Nafty i Gazu im. I.M. Gubkina (ros. Росси́йский госуда́рственный университе́т не́фти и га́за и́мени И. М. Гу́бкина) – rosyjska i radziecka uczelnia publiczna, zlokalizowana w Moskwie. 
Prekursorem uniwersytetu była założona w 1918 roku Moskiewska Akademia Górnicza (Московская горная академия). 5 sierpnia 1920 roku utworzono na niej Wydział Inżynierii Naftowej i Gazowniczej, na czele którego stanął Iwan Gubkin. 17 kwietnia zreorganizowano Akademię i powołano sześć niezależnych instytutów, m.in. Moskiewski Instytut Naftowy, który otrzymał imię Iwana Gubina.   
W czasie II wojny światowej, personel instytutu został zmobilizowany. W październiku 1941 roku, kiedy działania wojenne zbliżały się do Moskwy, cała uczelnia została ewakuowana do Ufy. Powróciła do Moskwy 1943 roku. W Ufie pozostała filia, na bazie której w 1948 roku utworzono Instytut Naftowy w Ufie (Ufijski Państwowy Naftowy Uniwersytet Techniczny).
Uczelnia kilkakrotnie zmieniała nazwę, w 1958 na Moskiewski Instytut Przemysłu Petrochemicznego i Gazowego imienia Iwana Gubkina, w 1980 na Moskiewski Instytut Nafty i Gazu imienia Iwana Gubkina, w 1991 na Państwowa Akademia Nafty i Gazu imienia Iwana Gubkina. W 1998 roku uzyskała status uniwersytetu i nazwę Rosyjski Państwowy Uniwersytet Nafty i Gazu Gubkina.
W skład uczelni wchodzą następujące jednostki:
- Wydział Geologii i Geofizyki Naftowej
- Wydział Rozwoju Złóż Nafty i Gazu
- Wydział Projektowania Konstrukcji i Eksploatacji Systemów Transportu Rurociągowego
- Wydział Inżynierii Mechanicznej
- Wydział Inżynierii Chemicznej i Środowiskowej
- Wydział Automatyki i Inżynierii Komputerowej
- Wydział Ekonomii i Zarządzania
- Wydział Międzynarodowego Zarządzania Energetyką
- Wydział Prawa
- Wydział Humanistyczny